# Оре, Мартин
Ма́ртин Смит О́ре (норв. Martin Smith Ore; 9 марта 1955, Осло) — норвежский саночник, выступал за сборную Норвегии в середине 1970-х годов. Участник зимних Олимпийских игр в Инсбруке, участник многих международных турниров и национальных первенств.

## Биография
Мартин Оре родился 9 марта 1955 года в Осло. Активно заниматься санным спортом начал с юных лет, проходил подготовку в столичном спортивном клубе «Акефорениге». На международном уровне дебютировал в возрасте восемнадцати лет, на юниорском чемпионате Европы в итальянской Вальдаоре занял среди одиночек сорок шестое место. Год спустя побывал на молодёжном европейском первенстве в немецком Шледорфе и выступил здесь заметно лучше, показал четырнадцатое время. В 1975 году участвовал во взрослом первенстве мира, проходившем на трассе шведского Хаммарстранда, и расположился на седьмой строке зачёта двухместных саней. В следующем сезоне вместе со своим новым партнёром Эйлифом Недбергом финишировал четвёртым на чемпионате Европы в том же Хаммарстранде и благодаря череде удачных выступлений удостоился права защищать честь страны на зимних Олимпийских играх 1976 года в Инсбруке — в обоих заездах показал пятнадцатое время и занял в итоге пятнадцатое место.
После Олимпийских игр Оре остался в основном составе национальной сборной и продолжил ездить на крупнейшие международные турниры. Так, в 1978 году он участвовал в программе одиночек чемпионата мира в австрийском Имсте, пришёл к финишу двадцать четвёртым. Также в этом сезоне боролся за медали на европейском первенстве в Хаммарстранде, представлял здесь Норвегию как в одиночном разряде, так и парном, хотя в обоих случаях сумел добраться только до тринадцатой позиции. Вскоре после этих соревнований принял решение завершить карьеру профессионального спортсмена, уступив место в сборной молодым норвежским саночникам.